# Manfred Padberg
Pour les articles homonymes, voir Padberg.
Manfred Wilhelm Padberg (1941-2014 ) est un mathématicien allemand qui s’occupe d'optimisation linéaire et combinatoire.

## Formation et carrière
Padberg a grandi à Zagreb et en Westphalie (Vlotho, Dülmen, Olsberg, Brilon, Beckum). À partir de 1961, il étudie les mathématiques à l'Université de Münster, où il obtint son diplôme en 1967. En 1967/68, il est assistant de recherche à l'université de Mannheim. À partir de septembre 1968, il étudie à l’Université Carnegie-Mellon, où il obtient une maîtrise et son doctorat (1971) en administration des affaires ("Administration industrielle"). Après cela, il est de 1971 à 1974 au Centre de sciences de Berlin. À partir de 1974, il est professeur associé et, à partir de 1978, professeur de recherche opérationnelle à l'Université de New York. Depuis 1988, il est professeur de recherche et depuis 2002, professeur émérite.
Il a été chercheur invité et professeur invité à l'Université de Bonn, au Centre de recherche IBM de Yorktown Heights, à l'Université d'État de New York à Stony Brook, à Cologne, à Pise, à Rome, à Augsbourg, à Münster, à Grenoble, à l'Université Carnegie-Mellon, à l'École polytechnique à Paris, l’Institut national de recherche en informatique et en automatique (INRIA) à Rocquencourt, l’Institut européen des hautes études en gestion (EIASM) à Bruxelles, le Centre de recherche opérationnelle et d’économétrie (CORE) à Louvain-la-Neuve, l'Istituto Analisi dei Sistemi ed Informatica (IASI) à Rome.

## Travaux
Il est connu pour ses travaux sur l'optimisation linéaire et combinatoire (à la fois théorique et algorithmique), y compris les approches multi-branches du problème du voyageur de commerce. Il a également travaillé sur les problèmes de sac à dos, les problèmes d'emballage et de recouvrement.

## Prix et distinctions
- 1983: Prix Frederick W. Lanchester[3]
- 1985: Prix George-B.-Dantzig
- 1989: Prix de recherche scientifique américain Alexander von Humboldt
- 2000: Prix de théorie John-von-Neumann
- 2002: Prix des boursiers d'INFORMS

## Publications
- Manfred Padberg: Linear optimization and extensions. 2. éd augmentée. Springer, 1999,  (ISBN 3-540-65833-5). (ein „Problems and Solutions“ Band dazu erschien 2001 bei Springer)
- Manfred Padberg, Minendra P. Rijal: Location, Scheduling, Design and Integer Programming. Kluwer 1996,  (ISBN 0-7923-9715-0).